# Gimnazjum im. Wołodymyra Hnatiuka w Buczaczu
Gimnazjum im. Wołodymyra Hnatiuka w Buczaczu (ukr. Бучацька гімназія імені Володимира Гнатюка) – państwowa szkoła średnia w Buczaczu.

## Historia

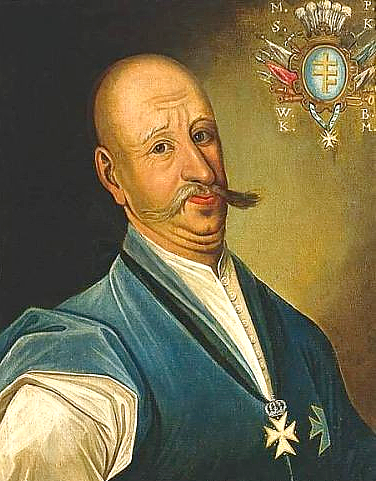
Portret Mikołaja Bazylego Potockiego, ok. 1780

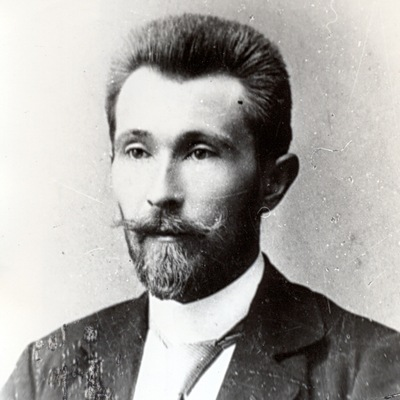
Wołodymyr Hnatiuk

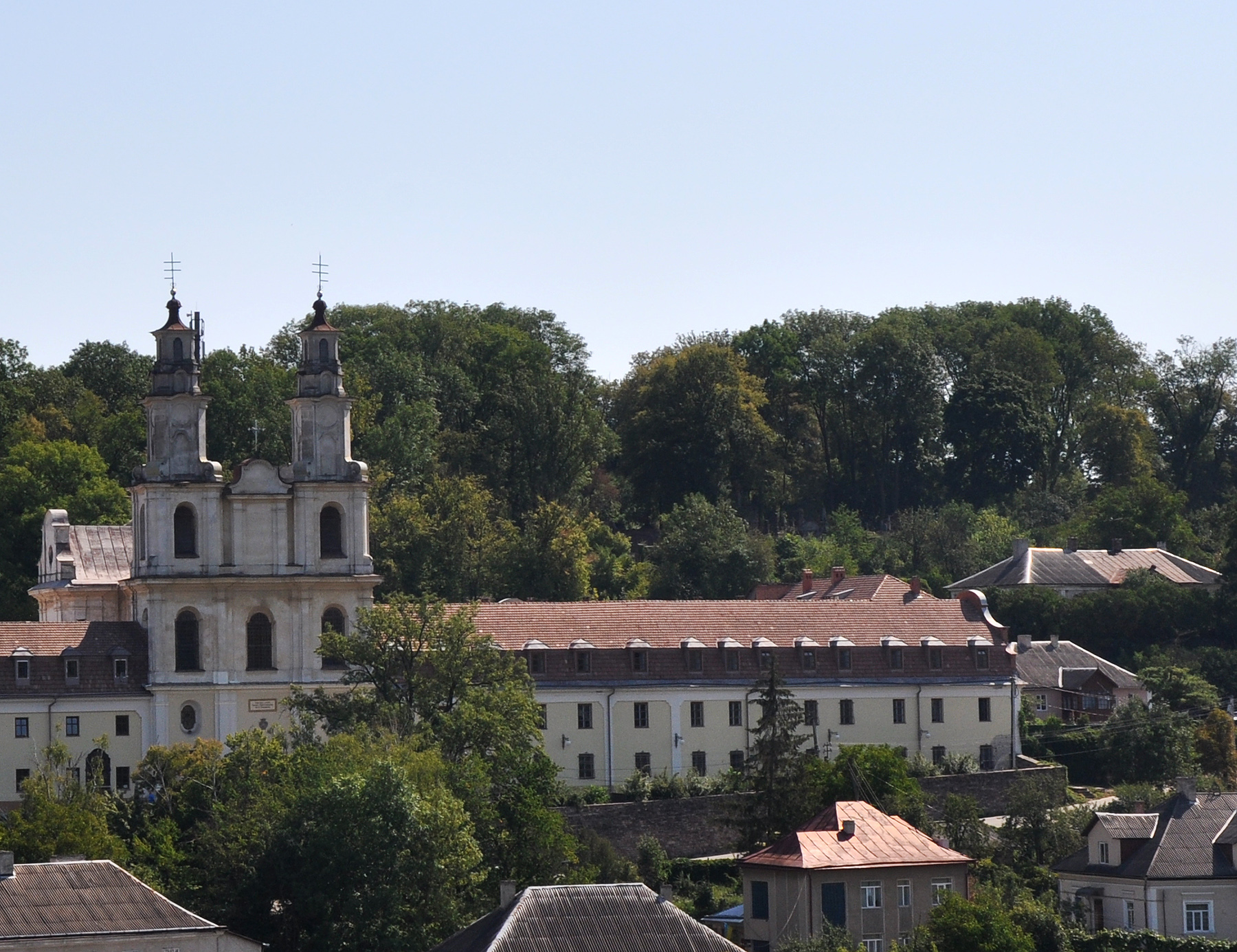
Gmach dawnego Collegium Buczackiego (po lewej stronie od cerkwi)

W 1754 ówczesny właściciel miasta Mikołaj Bazyli Potocki założył przy miejscowym klasztorze Bazylianów publiczną szkołę, zwaną Collegium Buczackie. 22 października 1754 król Polski August III wydał w Warszawie przywilej, w którym wyraził zgodę na założenie tego zakładu. Nauka w szkole trwała osiem lat, nauczycielami byli zakonnicy.
W 1784 cesarz Józef II skasował Collegium Buczackie, zaprowadził natomiast szkołę ludową czteroklasową (według innych danych niemieckojęzyczną trzyklasową), czyli c.-k. Hauptschule.
W 1804 pod wpływem władz austriackich szkoła została zamieniona na pięcioklasowe gimnazjum, wówczas świeccy nauczyciele zamienili zakonników (według innych danych gimnazjum otwarto obok c.-k. Hauptschule). Także od tego roku gimnazjum było utrzymywane przez bazylianów.  W 1820 dodano jeszcze jedną klasę, gimnazjum zostało szkołą sześcioklasową. W 1859 skrócono naukę do czterech klas. W 1870 gimnazjum przyznano uprawienia zakładu publicznego.
Z początkiem roku szkolnego 1892/93 gimnazjum w Buczaczu zostało państwowym. Według innych danych z początkiem roku szkolnego 1893/94 zostało aktywowane w Buczaczu gimnazjum niższe państwowe. 30 listopada 1896 na posiedzeniu Rady szkolnej krajowej przyjęto do wiadomości sprawozdanie z lustracji gimnazjum.
Z inicjatywy F. Zycha 15 grudnia 1896 grono nauczycieli gimnazjum zawiązało «buczackie Koło Towarzystwa nauczycieli szkół wyższych».
Na mocy reskryptu Ministra Wyznań i Oświaty z dnia 5 sierpnia 1898 (nr 14912) z 1 września 1898 otwarto klasę piątą z prawami dalszego uzupełnienia się na gimnazjum wyższe. Najwyższym postanowieniem 18 stycznia 1892 gimnazjum przemianowano na szkołę państwową z dniem 1 września 1893 (według innych danych z dnia 18 stycznia 1902 gimnazjum przemianowano na szkołę państwową z dniem 1 września 1903). W 1895 – c.k. Niższe Gimnazjum.
Gmina miasta Buczacza, zaciągnąwszy pożyczkę w kwocie 70000 złr. i uzyskawszy 20000 złr. subwencji rządowej, w 1895 przystąpiła do budowy nowego gmachu gimnazjum według planu zatwierdzonego przez c. k. Ministerstwo wyznań i oświaty. Nowy gmach gimnazjum był wybudowany w latach 90. XIX w., a uroczyście otwarty 10 stycznia 1899. W tej ceremonii wziął udział m.in. c.-k. namiestnik Galicji hrabia Leon Piniński, który uważał, że nowy gmach „wspaniałością swoją przeszedł wszystkie... oczekiwania i nawet ... w stolice kraju ... Lwowie... można by nazwać okazałym”. Nauczanie rozpoczęło się 20 kwietnia 1899.
W okresie II Rzeczypospolitej szkoła funkcjonowała jako „Państwowe Gimnazjum Męskie Humanistyczne w Buczaczu”, „Państwowe Gimnazjum i Liceum w Buczaczu”, „Państwowe Liceum i Gimnazjum w Buczaczu”.
27 listopada 1924 Kuratorium Okręgu Szkolnego Lwowskiego ogłosiło konkurs na posadę dyrektora gimnazjum.
8 września 1936 wizytację kanoniczną zakładu przeprowadził bp Eugeniusz Baziak.

## Budynek
Budowa gmachu gimnazjum zakończyła się w 1898. W wyniku zniszczeń, którym Buczacz uległ podczas pierwszej wojny światowej, Rząd oddał 6 sal na użytek miejscowego starostwa powiatowego. Przez pewien czas po pierwszej wojnie światowej 6 pomieszczeń było zajmowanych przez Powiatową Komendę Uzupełnień. Przez pewien czas 6 dużych pomieszczeń na pierwszym i drugim piętrach zajmowane były przez starostwo powiatowe, które w listopadzie 1929 przeniosło się budynku Rady powiatowej. Dwie sali jednak zostały zajęte przez Powiatowy Urząd drogowy.

## Osoby

### Dyrektorzy

#### Gimnazjum Bazyliańskie

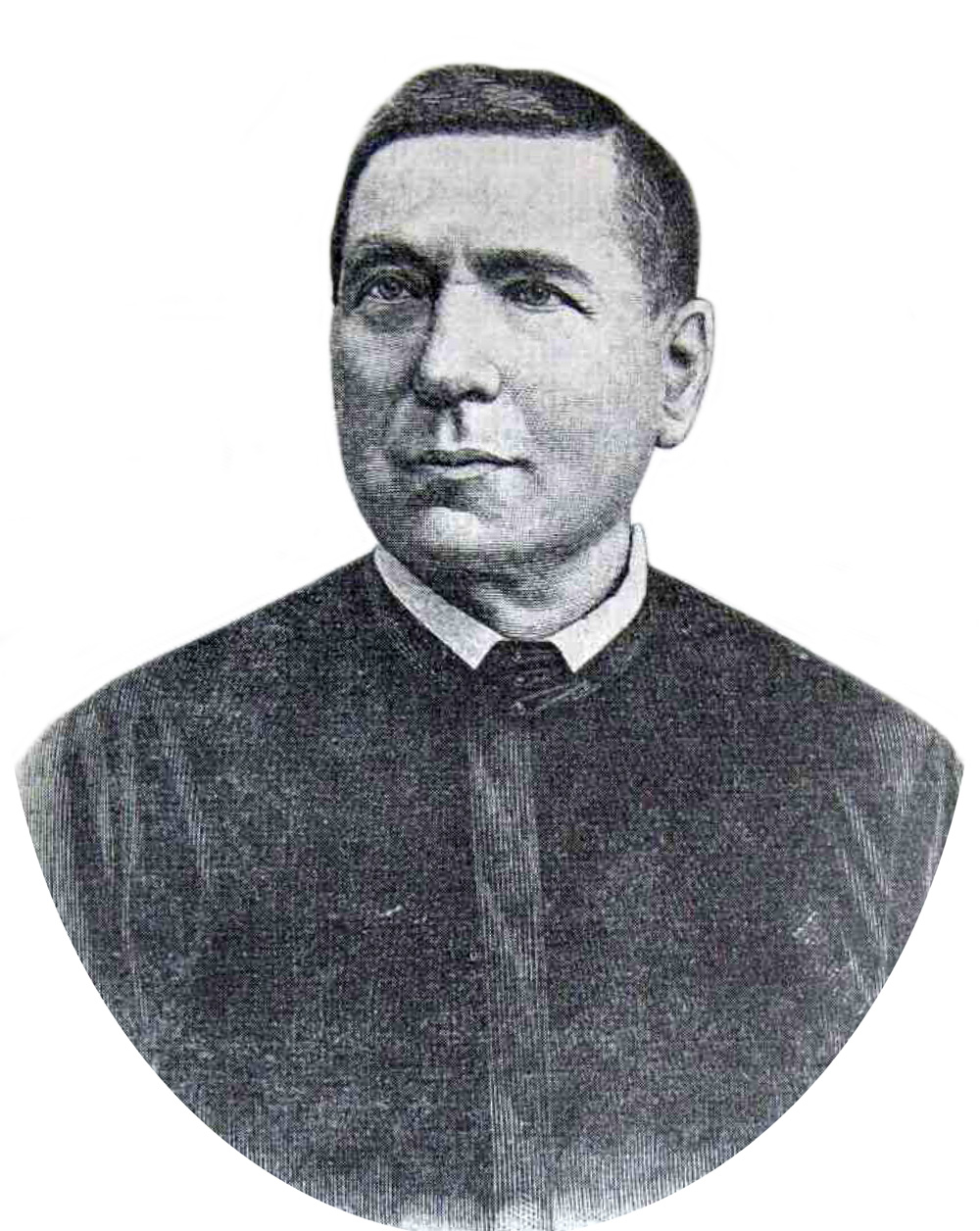
ks. Irynej Jaworski OSBM

- Fridrich Dargun  – c.-k. kreishauptmann, w 1819-20[26][27], 1822-26[28][29][30][31][32]
- Franz Kratter – c.-k. kreishauptmann, w 1828[33], 1830-33[34][35][36][37]
- Casimir (Kasimir) Ritter von Milbacher – c.-k. kreishauptmann, w 1834[38], 1836[39], 1838[40]
- Franz Lorenz – c.-k. kreishauptmann, w 1839[41], 1841[42], 1844-46[43][44][45],
- Arkadiusz Barusiewicz – w 1851-53[46][47][48],
- Justian Iniewicz – w 1854-57[49][50][51][52],
- Jakiw Zahajski, wzgl. Jakób Zahajski – w 1859-66[53][54][55][56][57][58][59][60], 1870[61]
- Leonty Ośmiłowski – prowincjał zakonu Bazyljanów, w 1871-73[62][63][64]
- Irynej Jaworski – prowincjał, w 1874-80[65][66][67][68][69][70][71], 1884-90[72][73][74][75][76][77][78]

#### C.K. Gimnazjum
- Józef Sękiewicz
- Franciszek Zych

#### Gimnazjum Państwowe, Państwowe Liceum i Gimnazjum
- Franciszek Zych
- Edward Lewek
- Tadeusz Poźniak
- Jan Szajter

#### Szkoła średnia Nr 1
- Wasyl Dzioba
- Tymofij Zwirianśkyj
- Myron Kurceba
- Bohdan Krutowśkyj
- Jarosław Mykulak[79]

#### Gimnazjum im. Wołodymyra Hnatiuka
- Jarosław Mykulak
- Andrij Towpyha

### Wicedyrektorzy
- Jozeph Martinides – w 1823[29]
- Michał Dąbrowski – w latach 1822–1826[28][80][30][31][32], 1828[33], 1830-33[34][35][36][37], 1836-38[39][81][40], 1841[42], 1844-47[43][44][45][82]
- Ignazy Pietruszyński – w 1834[38]

W latach 1819, 1820 posada wicedyrektora była opróżniona.

### Prefekci
- Sofroni Polański – w 1807-09[83][84][85]
- Antoni Łotocki – w 1815-16[86][87]
- Arkadiusz Barusiewicz – w 1848-50[88][89][90]

### Profesorowie
- Ignacy Babski[91]
- Józef Burzyński – profesor w VIII r.[92]
- Józef Chlebek (m.in. 1903)[93]
- Karol Czajkowski (m.in. w 1903)[93]
- Franciszek Gutowski[94] (w 1897 ubiegał o mandat posła do Rady Państwa[95][96])
- Leon Kieroński, pomocnik dyrektora w 1907/1908[97]
- Kazimierz Julian Kowalczewski (1880, Wieliczka–1912)[98]
- dr Henryk Lilien (m.in. w 1912)[99]
- Jan Matłachowski[99] (z 17 kwietnia 1913[100])
- Platon Leoncjusz Łuszpiński (m.in. w 1912)[99]
- Józef Mazur[97]
- Ludwik Mikuła[97]
- Wojciech Moroń[101]
- Piotr Niebieszczański[102] (ur. 28 kwietnia 1859 w Rudkach[103])
- Izaak[104] (Isaak[105]) Palek (ur. 30.04.1873 w Przemyślanach[106], zm. 11.04.1928[107])
- Władysław Pec[101]
- Emil Pelikan[108] (ur. 21 kwietnia 1860 w Czerniowcach[109])
- Wiktor Petrzykewycz, profesor z 17 marca 1936[110], w 1912 przeniesiony z c.k. gimnazjum im. Franciszka Józefa z ruskim językiem wykładowym w Tarnopolu do C.K. Gimnazjum w Sanoku[111]
- Adam Pichór (m.in. w 1912)[112]
- Staniśław Rembacz[102] (ur. 28 kwietnia 1861 w Tarnowie[113])
- Henryk Rose[101]
- Teodor Rupp, rozporządzeniem KOSL z 13 lutego 1929 przeniesiony do I gimnazjum w Stryju[114]
- Semen Smal (wzgl. Szymon Smal)
- Józef Ścisłowski – ks. rz. kat., katecheta[115]
- Władysław Terlecki (m.in. w 1902)[116], grekokatolik[117]
- Józef Wrucha, ks. katecheta rz.k.[118]

### Nauczyciele
- Józef Blauth[119] (ur. 17 czerwca 1871 we Lwowie[120])
- Barlaam Kompaniewicz – katecheta w 1809[121]
- Józef Krupa (zastępca w 1888[76], 1889[77])
- Ludwik Młynek[122]
- Modest Hnatewycz[90] (1810-1865[123]) – profesor gramatyki[124]
- Adam Konopnicki
- dr Adolf Korngut[125][126]
- Onyfry Geciów (1858, Wołoska Wieś–?[127]), moskalofił
- dr Michał Ładyżyński[128]
- Dymitr Wiktor, w 1932 przeniesiony z Gimnazjum w Brodach[129]
- dr Michał Kędzior, w 1933 przeniesiony z Gimnazjum w Tłumaczu[130]
- Michał Wrzak, kierownik 7 klasowej szkoły powszechnej męskiej w Buczaczu[131]

### Zastępcy nauczyciela
- Iłarion Hrabowycz, 1885[73]
- Wojciech Turosz, w 1891 lub 1892 przeniesiony do szkoły realnej we Lwowie[132]
- Michał Nowosielski, mianowany przez R. s. k.[133]
- Błażej Jurkowski, 1894 przydzielony do C.K. IV Wyższego Gimnazjum z polskim językiem wykładowym we Lwowie[134]
- Wincenty Tyran, 1896 przeniesiony do gimnazjum w Stanisławowie[135]
- Józef Mazur, 1898 przeniesiony z gimnazjum w Stanisławowie[136]
- Bazyli Hrycewicz, 1898 przeniesiony z gimnazjum w Kołomyi[137]
- Jarosław Witoszyński, 1898 przeniesiony do ruskiego gimnazjum w Kołomyi[138]
- Ignacy Korman, 5 lipca 1909 egzaminowany zastępca nauczyciela otrzymał posadę nauczycielską w C.K. Gimnazjum w Sanoku[139]
- Bohdan Szechowicz, w 1912 przeniesiony z gimnazjum realnego w Łańcucie[140]
- Zenon Keffermüller – w 1913[141]
- Jakub Sandel – przeniesiony z Gimnazjum w Sokalu 6 listopada 1912[142], mianowany 25 listopada 1912[143]

### Absolwenci i uczniowie
- Ernest Tytus Bandrowski[144]
- Łukasz Baraniecki[145]
- August Bielowski
- Leon Biliński[146]
- Zenon Buczowski[147]
- Piotr Burzmiński[148]
- Stanisław Czerny[149]
- Władysław Dunin[150]
- Melecjusz Dutkiewicz[151]
- Mieczysław Gębarowicz[152]
- Zenon Keffermüller[153]
- Henryk Kieszkowski[154]
- Juliusz Kossak
- Marian Kubasiewicz[155]
- Kazimierz Lachowicz[156]
- Wojciech Lachowicz[157]
- Jan Lewicki[158]
- Omelan Łogusz[159]
- Ostap Łucki[160]
- Osyp Nazaruk[161][162]
- Władysław Ostrowski
- Ludwik Rutyna
- Zbigniew Waruszyński[163]
- Szymon Wiesenthal
- Jan Wujda